# Ким Грејлек
Ким Грејлек је измишљени лик у НБЦ-овој криминалистичкој драми Ред и закон: Одељење за специјалне жртве који је тумачила Микајла Мекманус.

## О лику
Ким Грејлек је прешла у Окружно тужилаштво Менхетна у бочном потезу из Пословнице америчког Министарства правде за насиље над женама у Вашингтону. Грејлекова је распоређена у Одељење за специјалне жртве као стална замена за ПОТ Кејси Новак (Дајен Нил) која је после догађаја који су се десили у епизоди „Хладноћа“, кажњена. У Вашингтону су Грејлекову звали „Крсташица“ јер се бавила „страном стварања политике сексуалних деликата“ па је прешла у ОСЖ на Менхетну „како би направила разлику“.

## Лик у оквируОСЖ-а
Лик је уведен на почетку десете сезоне у епизоди "Искушења", Грејлекова одржава непопустљив углед који је непопуларан међу детективима. Запретила је да ће оптужити оптуженог за злочин из мржње због силовања две жене и има тинејџера оптуженог за напад на полицајца како би могла да се испита на ХИВ. Даље, њен практични приступ у пратњи детектива је у супротности са детективом Елиотом Стаблером (Кристофер Мелони), који не верује да је она у стању да ради свој посао док Грејлекова гледа преко његовог рамена.
У епизоди "Бебе", Грејлекова се наљутила на жену за коју се верује да је умешана у самоубиство младе девојке, али је проглашена невином. Пошто је ликовала због своје невиности, жена је физички напала Грејлекову у судници јер ју је исправила да је "невина" и да је опрала крв са руку пре него што је држала бебу своје ћерке. Када су полицајци повукли жену од ње, Грејлекова је рекла Стаблеру да је оптужи за напад.
Међутим, Грејлекова је показала мекшу страну упозоравајући Стаблера да нађе доброг браниоца за своју ћерку Кетлин (Алисон Сико), у епизоди "Ритам". Кетлин, која има биполарни поремећај, оптужена је за провалу и улазак у везу са крађом, а тужилаштво ће је кривично гонити.
У епизоди „Љига“, Грејлекова успешно гони низног силоватеља Ерика Лаца (Мајкл Труко) који тврди да су његове радње узроковане насилном порнографијом. Грејлекова проналази Лацову бившу вереницу коју је такође силовао и наводи је да сведочи да Лац не користи порнографију и да је једноставно насилан по природи. Грејлекова такође тражи правду када је мушкарац свирепо претучен испред стриптиз клуба док су његова бивша жена и 13-годишњом ћерком Хејли која је променила пол (Бриџер Задина) главне осумњичене у епизоди „Промене пола“. Пре него што је случај доспео на суд, детективка Оливија Бенсон (Мариска Харгитај) и Стаблер откривају да је Хејлина психологиња починила злочин. Током суђења, Грејлекова открива да је психологиња такође променила пол и да је зато покушала да помогне Хејли.
Лик је исписан у епизоди „Олово“ усред суђења где је педијатар Гилберт Кеплер (Лоренс Аранцио) проглашен кривим за злостављање својих болесника. Грејлекова је последњи пут виђена на изјави за штампу са капетаном Доном Крејгеном (Ден Флорек), Бенсоновом и Стаблером на степеницама испред суда. Када је лекарев заступник предао тужбу екипи ОСЖ-а, Грејлекова је одговорила: „Људи, шта сте урадили?“. Касније у епизоди, Бенсонова и Стаблер откривају да је лекар убијен у својој кући. Детективи су задржали екипу крим-технике ван куће све док Крејген и Грејлекова нису стигли на лице места у случају да БУК поново пожели да се "зеза" са њима. Наредник Џон Манч (Ричард Белзер) пита да ли су сигурни да Грејлекова није у једном од својих крсташких похода и говори „Морам поново да будем на месту злочина“, а детектив Фин Тутуола (Ајс Ти) схвата и говори „Није Грејлекова“ и сви виде ПОТ Александру Кабот (Стефани Марч) како долази на поприште са Крејгеном. Каботова говори детективима да је Министарство правде позвало Грејлекову назад у Вашингтон и да ју је окружни тужилац Џек Мекој (Сем Вотерстон) пустио да одмах оде.

## Развој лика
Баш је сјајно играти јаку и независну жену која се бори за жртве ... она се бори да склони зликовце. Таква је то улога да морате да покажете зубе - једноставно сам одушевљена. Тешко је, али човек иде даље.

– Микајла Мекманус о томе шта јој се највише допада код Грејлекове.
Након одласка Дајен Нил која је глумила ПОТ Кејси Новак од пете до девете сезоне серије Ред и закон: Одељење за специјалне жртве, Микајла Мекманус је дола да је замени. Мекманусова, која је напустила Три Хил ради улоге, ушла је у главну поставу у серији као помоћница окружног тужиоца. О избору глумице, творац и извршни продуцент ОСЖ-а Дик Волф је изјавио: „Радујемо се што ће радити са Нилом, Тедом и са мном како би створили још један занимљив и незабораван лик у универзуму Ред и закон“.
Лик је првобитно требало да се зове „Поли Стерџис“, према речима Мекманусове. Затим је директор серије ОСЖ-а Нил Бир уместо тога изабрао да лик назове "Ким Грејлек". „Ким“ по америчкој глумици Ким Новак (која је такође била подстрек за презиме лика из ОСЖ-а Кејси Новак) и „Грејлек“ по Новакином лику у филму 5 против куће из 1955. године.
У серији, Грејлек одлази у Вашингтон у петнаестој епизоди „Олово“ и замењује је Каботова (Марчова) у сталном капацитету (док је Мекманусова наставила да се појављује у уводној шпици до краја сезоне). Међутим, у априлу 2009. године, ТВ водич је потврдио да се Мекманусова неће вратити у ОСЖ без одговора НБЦ-а о томе зашто је отишла. На њеном одласку, Бир је приметио да је „Она окоренула нови лист. Понекад се улога и глумац једноставно не поклапају. То је била заједничка одлука.“ Сама Мекманусова је рекла да је њена улога била „...заиста зезнута. Овај лик има велику моћ мозга и њен речник се разликује од мог“.